# Kelewan
Kelewan is een van de twee fictieve planeten die worden beschreven in de boeken van Raymond E. Feist en Janny Wurts. Kelewan is voor het eerst beschreven in het boek Magiër (Oorlog van de grote scheuring), waar de Tsurani in oorlog waren met het koninkrijk der eilanden, en volledig uitgewerkt in de Keizerrijk-trilogie.

## Samenvatting
Kelewan is een oude planeet die ooit bewoond werd door een intelligent ras dat niet gelijk is aan de Tsurani. De Thun en Cho-ja zijn de enige van oude beschaving die het overleefd hebben. De meeste metalen, wellicht alle, zijn gedolven voordat de Tsurani naar Kelewan kwamen. Het bezit van metaal is voor de Tsurani een rijkdom. Gevolg hiervan is dat de wapens gemaakt zijn van hout, dierenhuid en afgewerkt met een lak. Deze wapens hebben dezelfde kracht als hun metalen tegenhangers. Een alledaags metalen voorwerp van Midkemia zal voor de Tsurani een reden kunnen zijn om iemand van het leven te beroven.
Hoewel Midkemia een sterk Europese (zoals Midden-aarde) oorsprong met fantasiefiguren, mythen en invloed heeft, is Kelewan grotendeels beïnvloed door de Aziatische wereld. Kelewan is erg beïnvloed door M.A.R. Barkers fantasiewereld 'Tékumel'. Deze wereld kwam onder de aandacht van Feist nadat een vriend hem hierop had geattendeerd voor het kaartenspel. Feist heeft altijd beweerd dat hij niet geweten heeft dat de fantasiewereld van zijn vriend op een commerciële versie was gebaseerd.

## Rassen
Kelewan wordt bewoond door diverse intelligente rassen. De bekendste en belangrijkste rassen zijn de Tsurani, Thuril, Cho-ja en de Thun. De eerste twee rassen zijn menselijke rassen en de twee laatste zijn de oorspronkelijke zesbenige bewoners.

### Tsurani
De Tsurani zijn een menselijk ras met elementen uit de Japanse, Koreaanse, Chinese en Azteekse cultuur. Hun gemiddelde lengte is 1.50 meter, een persoon van 1.70 meter wordt in hun ogen als lang gezien. De Tsurani zijn nazaten van een ras dat tijdens de chaos oorlog naar Kelewan is gedeporteerd. Het Tsuranese rijk is verdeeld in clans, huizen en politieke partijen. Alle magiërs zijn onderdeel van de Assemblee van Magïers en dragen zwarte gewaden. Na hun beëdiging als magiër worden ze 'grootheid' genoemd. Als grootheid staan ze buiten de wet en mogen ze zich ook als zodanig gedragen.

### Thuril
De Thuril zijn een soortgelijk ras als de Tsurani, zij hebben echter hun eigen taal en gebruiken. Tussen de Thuril en de Tsurani bestaat er een 'vrede'. De huidige scheiding bestaat al geruime tijd. De Thuril zijn ook als vluchtelingen na de chaosoorlog naar Kelewan gekomen. Op hun oorspronkelijke planeet leefden zij samen met gevleugelde slangen, deze zijn echter uitgestorven en alleen hun mythologische symbolen zijn overgebleven.

### Cho-ja
De Cho-ja zijn een insectachtig ras dat veel overeenkomsten heeft met mieren. Naast hun eigen taal spreken de Cho-ja's ook de taal van de Tsurani. Een cho-ja kolonie wordt geleid door een koningin die verantwoordelijk is voor het uitbroeden van de diverse werkers (zijdewevers, strijders, etc.). Als er een koningin geboren wordt in een kolonie is het gebruikelijk dat deze haar eigen kolonie sticht. Met diverse Tsuranese leiders wordt er dan onderhandeld over een vestiginglocatie voor hun nieuwe korf. De aanwezigheid van een Cho-ja kolonie kan voor een Tsureense leider namelijk veel handelsvoordelen opleveren aangezien de Cho-ja's zijde maken van een superieure kwaliteit.

### Thun
De Thun zijn vrijwel identiek aan centauren. Ze zijn een nomadisch volk dat Kelewan reeds bewoonde voordat de Tsurani en de Thuril tijdens de chaos oorlog via een scheuring binnen zijn gekomen. De Thun zijn teruggedreven naar de bevroren toendra ten noorden van Kelewan. Jaarlijks moet een jonge Thun wel terugkeren naar de Tsurani omdat ze moeten terugkeren met het hoofd van een Tsurani om zo hun eer te bewijzen aan hun volk.

### Overige
- Chu-jila
Net zoals de cho-ja zijn dit een insectachtige met een buitenskelet, minieme kaken en korte voorpoten. Ze zijn afkomstig uit de wouden ten noorden van Silmani en zijn stukken kleiner dan de cho-ja en hebben geen intelligentie.
- Dwergen
Zijn net zoals de chu-jila kort beschreven omdat ze een schijngevecht voerden met hun tijdens de keizerlijke spelen.
- Nomadisch volk in Tsubar
Op het continent Tsubar woont in de woestijn een dwergachtig nomadisch volk dat hun eigen cultuur heeft.
- Eldar
Dit zijn de zogenaamde 'wijze elfen'. Zij zijn de houders van de kennis van de Valheru. Net zoals de Tsurani en de Thuril zijn zij tijdens de chaosoorlog op Kelewan terechtgekomen. Ze wonen in het noorden van Kelewan, in/onder een gletsjer, in de stad Elvardein, een kopie van Elvandar op Midkemia waar de Eledhel wonen (Elvardein betekent elfen toevluchtsoord terwijl Elvandar elfenthuis betekent) .

Nadat de dreiging van 'de Vijand' is afgewend, verlaten de Eldar Kelewan en gaan bij de Eledhel in Elvandar wonen.

## Geografie
De planeet Kelewan bestaat uit ten minste drie continenten. In het noorden ligt het Tsuranuanni keizerrijk. Het Verloren Land Tsubar wordt gescheiden door de 'Zee van Bloed' en ligt zuidelijk van Tsu. Ten oosten van het Tsuranuanni keizerrijk ligt de unie van Thuril. Extra continenten werden bekendgemaakt door de Cho-ja tovenaar in Vrouwe van het keizerrijk.

## Religie/Goden
De oorspronkelijk goden van Kelewan waren reeds oud toen de Tsureense vluchtelingen naar Kelewan kwamen en werden vervangen door dezelfde machten die de Tsurani naar Kelewan brachten. De goden worden geëerd en altijd gevraagd om hulp. Het hemelse licht (de keizer) is verantwoordelijk voor de communicatie tussen de Tsurani en de Goden.
Op Kelewan zijn er twintig goden. Tien hogere goden en tien lagere goden. Voor elke god is er een priesterorde aanwezig met hun eigen tempel. In de Keizerrijk-trilogie komen er slechts een aantal ter sprake, zoals: Turakamu de rode god die de mensen beoordeeld als ze dood zijn, Hantakamu de god van de genezing, Lashima de godin van de wijsheid, Chochocan de goede god en Sibi 'Zij Die De Dood Is'.